# كورت ستيرن
كورت ستيرن (بالألمانية: Curt Stern)‏ هو عالم حيوانات وعالم وراثة أمريكي وألماني، ولد في 30 أغسطس 1902 في هامبورغ في ألمانيا، وتوفي في 23 أكتوبر 1981 في ساكرامنتو في الولايات المتحدة.